# Linthal (Glarus)
Linthal és un municipi del cantó de Glarus (Suïssa).